# Cambio climático en Perú

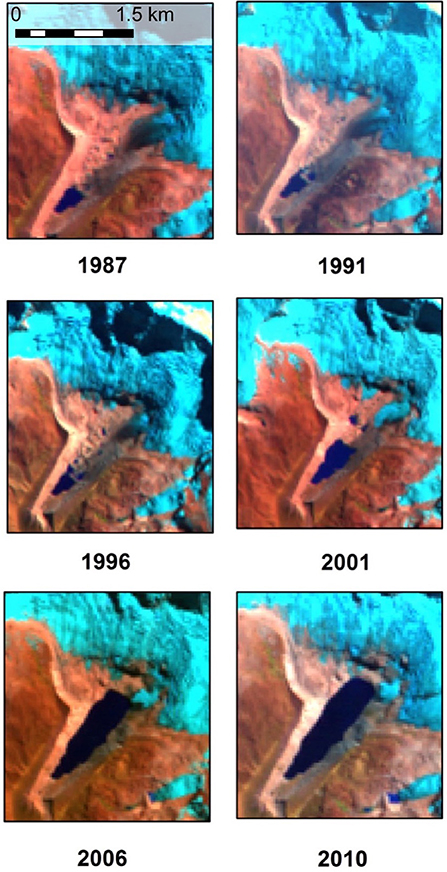
Imágenes digitales documentando la evolución de la laguna Palcacocha desde 1987 al 2010 debido al cambio climático y cuyo crecimiento amenaza con un potencial desborde que podría ocasionar la pérdida de vidas humanas y materiales en la ciudad y provincia de Huaraz.

Predicción entre 2071 a 2100.

El cambio climático en el Perú comprende las causas, efectos y estrategias de mitigación y adaptación al cambio climático antropogénico registradas dentro del territorio peruano. 
Perú es un país altamente vulnerable y sensible a los cambios del clima a pesar de no tener una huella ecológica significativa. Las proyecciones climáticas han demostrado que el retroceso de los glaciares han provocado efectos como la disminución del fuentes fluviales, entre ellas agua potable y agua para irrigación. Estas problemáticas pueden tener repercusiones directas e indirectas en el medio ambiente y la biodiversidad, ya que puede generar zonas desertificadas, provocar la extinción de algunas especies o alterar las actividades productivas del país como la agricultura y la generación eléctrica, e incluso aumentar la potencial ocurrencia de desastres naturales como aluviones que amenazan pueblos y ciudades.
Un estudio del Tyndall Center for Climate Change Research en el 2006 determinó que Perú es el tercer país más vulnerable frente al cambio climático, luego de Bangladés y Honduras.

## Contribución del país al cambio climático

### Deforestación y degradación de bosques
La deforestación en Perú es el proceso de destrucción o agotamiento de la superficie forestal de los bosques de Perú. Perú tenía a 2013 más de un 50% de su superficie cubierta por bosques, de las cuales una parte importante corresponden a la Amazonía peruana. De acuerdo al Ministerio del Ambiente de Perú, entre el 2001 y el 2018 se perdieron 2.2 millones de hectáreas de bosques, principalmente en las regiones amazónicas de Loreto, San Martín y Ucayali.Según Global Forest Watch, esto implicó una disminución del 3,1% en este período del área total de bosque primario húmedo.En el 2014, según el Mapa Amazonía Peruana, el 25% de las hectáreas deforestadas se registraron en territorios indígenas y áreas naturales protegidas.En el 2020, se perdieron más de 200 000 hectáreas de bosque amazónico.
La deforestación y la degradación de los bosques contribuyen a la reducción de la capacidad natural de los ecosistemas en capturar el carbono en la atmósfera. La deforestación representa la principal fuente de emisiones de gases de efecto invernadero del país. En 2012, generó 79.772 Gg de CO2 eq.

### Emisiones de gases de efecto invernadero
De acuerdo al reporte 2019 Fossil CO2 and GHG emissions of all world countries de la Comisión Europea, las emisiones de dióxido de carbono y gases de efecto invernadero para Perú para 1990, 2005, 2015 y 2018 son las siguientes:
|      | Emisiones de CO2 | Emisiones de CO2 | Emisiones de GEI    | Emisiones de GEI       |
| Año  | Totales en Tm    | Per cápita en Tm | Totales en Tm CO2eq | Per cápita en Tm CO2eq |
| ---- | ---------------- | ---------------- | ------------------- | ---------------------- |
| 1990 | 2.263            | 0,537            | 20.997              | 4,983                  |
| 2005 | 3.937            | 0,679            | 26.422              | 4,559                  |
| 2015 | 6.350            | 0,956            | 40.011              | 6,027                  |
| 2018 | 7.528            | 1,091            | n. d.               | n. d.                  |

En comparación, para 2018 se calculó que Estados Unidos, México y Colombia emitieron respectivamente 16.144, 3.792 y 1.820 toneladas métricas de CO2 por habitante. Ese año, las contribuciones en las emisiones de dióxido de carbono para Perú vinieron en primer lugar del sector transporte, luego del sector energético, del sector industrial y del sector construcción.

## Impactos socioambientales

### Retroceso glaciar
En julio de 2020, la Autoridad Nacional del Agua (ANA) informó que, debido a los efectos del cambio climático, el Perú perdió el 51% de su superficie glaciar desde 1948 hasta 2019. Del total de cordilleras glaciares en el país se extinguieron dos: las cordilleras Volcánica y Barroso, quedando aun con glaciar las cordilleras Blanca, Huallanca, Huayhuash, Raura, Huaguruncho, La Viuda, Central, Huaytapallana, Chonta, Ampato, Urubamba, Vilcabamba, Huanzo, Chila, La Raya, Vilcanota, Carabaya y Apolobamba.
Esta reducción en el abastecimiento de agua por parte de los nevados durante la época de estiaje afectan los cultivos y la ganadería, genera problemas de salud en la población y reduce de la calidad de vida en las poblaciones andinas.

### Desastres naturales
Los deshielos por los efectos del calentamiento global antropogénico en las cordilleras del Perú pueden generar inundaciones por desborde violento de lagunas glaciares ocasionando la pérdida de vidas humanas y materiales. Como resultado del aumento local resultante de las temperaturas promedio, la fusión de los glaciares se acelera; el glaciar pierde su tamaño y se retira, el volumen de agua de la lagunas se elevan a un nivel que no puede ser sostenido por la morrena natural. Esta expansión del volumen de las lagunas generan graves amenaza de inundación y / o deslaves en las parcelas de tierra debajo de la laguna glaciar.
En la región Áncash, un aluvión en 1941 en la ciudad de Huaraz se generó al desprenderse un enorme pedazo del glaciar adyacente del nevado Palcaraju cayó a la laguna Palcacocha generando una ola y causando la ruptura del dique morrénico que contenía a la laguna. En 15 minutos el lodo llegó a Huaraz, con 400 m³ de desechos enterrando partes de la ciudad y causando la muerte de aproximadamente 1,800 habitantes.
La laguna de Palcacocha ha sido declarada en estado de emergencia por el gobierno regional de Áncash el 2010 y por el gobierno peruano el 2011 y 2014. En 2015, Saúl Luciano Lliuya, campesino y guía de montaña, inició una demanda contra la multinacional RWE por justicia climática por su responsabilidad en los deshielos de los glaciares. Un estudio publicado en la revista académica Nature Geoscience, relacionado con la demanda, en febrero de 2021 concluyó que:

es prácticamente seguro, con una probabilidad superior al 99%, que el cambio climático inducido por el ser humano haya causado el retroceso del glaciar Palcaraju, en los Andes peruanos, lo que ha aumentado el riesgo de inundaciones en la ciudad de Huaraz.

### Conflictos sociales
La pérdida de los glaciares en la zona andina reduce la capacidad de las fuentes de agua de brindar agua al territorio generando sequías, estrés hídrico y conflictos ambientales tanto en la desértica costa y la sierra del país.
En la región Áncash en la sierra central del país, la laguna Parón —una laguna de recarga glaciar— sufre el impacto del cambio climático en la cuenca hidrográfica del río Santa, donde los nevados de la Cordillera Blanca pierden sus glaciares debido al incremento de la temperatura por el cambio climático. De acuerdo a la Unidad de Glaciología y Recursos Hídricos de la Dirección de Conservación y Planeamiento de Recursos Hídricos de la Autoridad Nacional del Agua, la cordillera ha perdido más del 25 % de su área glaciar en los últimos 30 años (de 723 kilómetros cuadrados se ha reducido a 530). El agua de la laguna es demandada tanto por la empresa Duke Energy Perú (que genera la energía hidroeléctrica para la región y otras regiones del país a través de la concesión de la Central hidroeléctrica Cañón del Pato) como por las comunidades campesinas para la agricultura de exportación y de subsistencia. La competencia por las aguas ha generado conflictos en 2008, 2009 y 2013.

## Políticas de mitigación
Perú firmó el Acuerdo de París el 22 de abril de 2016 y lo ratificó el 22 de julio de 2016.

### Estrategia Nacional ante el Cambio Climático
Desde el Estado peruano, se cuenta con una Estrategia Nacional ante el Cambio Climático al 2050 (ENCC 2050), que actualmente es el principal instrumento de gestión integral del cambio climático que orienta y facilita la acción del gobierno a nivel nacional a largo plazo. La estrategia fue elaborada por el Ministerio del Ambiente en coordinación con la Comisión Nacional sobre el Cambio Climático y aprobada a través del Decreto Supremo n.º 011-2015-MINAM. Esta estrategia fue desarrollada para actuar sobre el compromiso del país con sus obligaciones en el Acuerdo de París bajo la Convención Marco de las Naciones Unidas sobre el Cambio Climático (CMNUCC).
Anteriormente, se contó con una versión de la estrategia del año 2003 aprobada a través del Decreto Supremo n.° 086-2003-PCM, que luego fue reemplazada por otra versión del 2015 aprobada por el Consejo de Ministros y publicada en el Diario Oficial El Peruano a través del Decreto Supremo n.º 011-2015-MINAM.

### Financiamiento climático en Perú
Entre el 2014 al 2021 el Perú ejecutó un total de S/ 23,318,512,596 para financiamiento de actividades y proyectos de adaptación y mitigación al cambio climático. Entre las regiones con mayor gasto registrado en este periodo se encuentran Lima con S/ 12,061,643,322 un monto proporcional a su población, y Piura con S/ 1,334,993,999 debido a la necesidad de contrarrestar los constantes impactos producidos por el fenómeno El Niño. Por otro lado, las regiones con un gasto inferior fueron Madre de Dios con S/ 155,363,739 y Moquegua con S/ 111,395,963. Según el MEF el gasto anual estatal para temas de cambio climático ha sido inferior a los USD 300 millones en la última década.
Es necesario señalar que las políticas de financiamiento climático en este país son recientes. No obstante, se han impulsado una serie de medidas para recaudar fondos para la prevención y mitigación del cambio climático. Entre las medidas que se han tenido en cuenta están las siguientes:
- "La aprobación del Marco del Bono Sostenible de Perú, que vincula el financiamiento con los objetivos ambientales y sociales.
- La modificación de la reglamentación de la Ley de Mecanismos de Retribución por Servicios Ecosistémicos (MERESE) para promover la implementación de este tipo de mecanismos en el área hidrológica con el objetivo de subsanar el déficit de financiamiento necesario para abordar 4,1 millones de hectáreas de ecosistemas degradados.
- Elaboración del Manual de Operaciones del Fondo Verde para el Clima, preparado y publicado en octubre de 2020 por el MEF.
- Elaboración de La Hoja de Ruta de las Finanzas Verdes, que busca articular a los actores públicos y privados para incorporar los aspectos ambientales y climáticos en las operaciones de las entidades financieras peruanas. También se ha regulado el financiamiento internacional destinado a iniciativas de GRD".

### Legislación
- «Ley n.º 30754, Ley Marco sobre Cambio Climático». Norma (Congreso de la República del Perú). 2018.
- «Reglamento de la Ley n.º 30754, Ley Marco sobre Cambio Climático». Aprobada a través del Decreto Supremo n.º 013-2019-MINAM. Norma (Congreso de la República del Perú). 2019.

- Datos: Q106600471
- Multimedia: Climate change in Peru / Q106600471